# 마테오 파플로비치
마테오 파플로비치 (Mateo Pavlović, 1990년 6월 9일 모스타르 ~)는 크로아티아의 축구 선수로, 현재 HNK 리예카에서 수비수로 활약하고 있다.